# Kies Bewust Lokaal
Kies Bewust Lokaal is een lokale politieke partij in de Nederlandse gemeente Zutphen.

## Ontstaan
De partij is een fusie van de lokale partijen "Bewust Zutphen-Warnsveld" van het Zutphense raadslid Bert Jansen en "Kies Lokaal Zutphen-Warnsveld" van het raadslid Petra Ackermans. Jansen was tot 2014 fractievoorzitter van de lokale partij Burgerbelang, tot hij vanwege interne onenigheid de partij verliet en de partij "Bewust Zutphen-Warnsveld" oprichtte die bij de verkiezingen van 2018 één zetel behaalde. Ackermans is ook afkomstig vanuit Burgerbelang en verliet die raadsfractie in 2020. 

## Verkiezingen 2022
Bij de verkiezingen van 2022 kondigden de twee lokale politici aan de verkiezingen allebei als lijsttrekker in te zullen gaan, al stond Bert Jansen daadwerkelijk op de eerste plaats op de kieslijst. Uiteindelijk behaalde de partij bij de gemeenteraadsverkiezingen twee zetels. Na de verkiezingen viel de partij bij de vorming van een College van Burgemeester en Wethouders buiten de boot.